# Nísiros
Nisyros (também grafado Nisiros e Nissiros; em grego:  Νίσυρος, em italiano:  Nisiro) é uma ilha do arquipélago do Dodecaneso, Grécia, no sul do mar Egeu. 

## Geografia

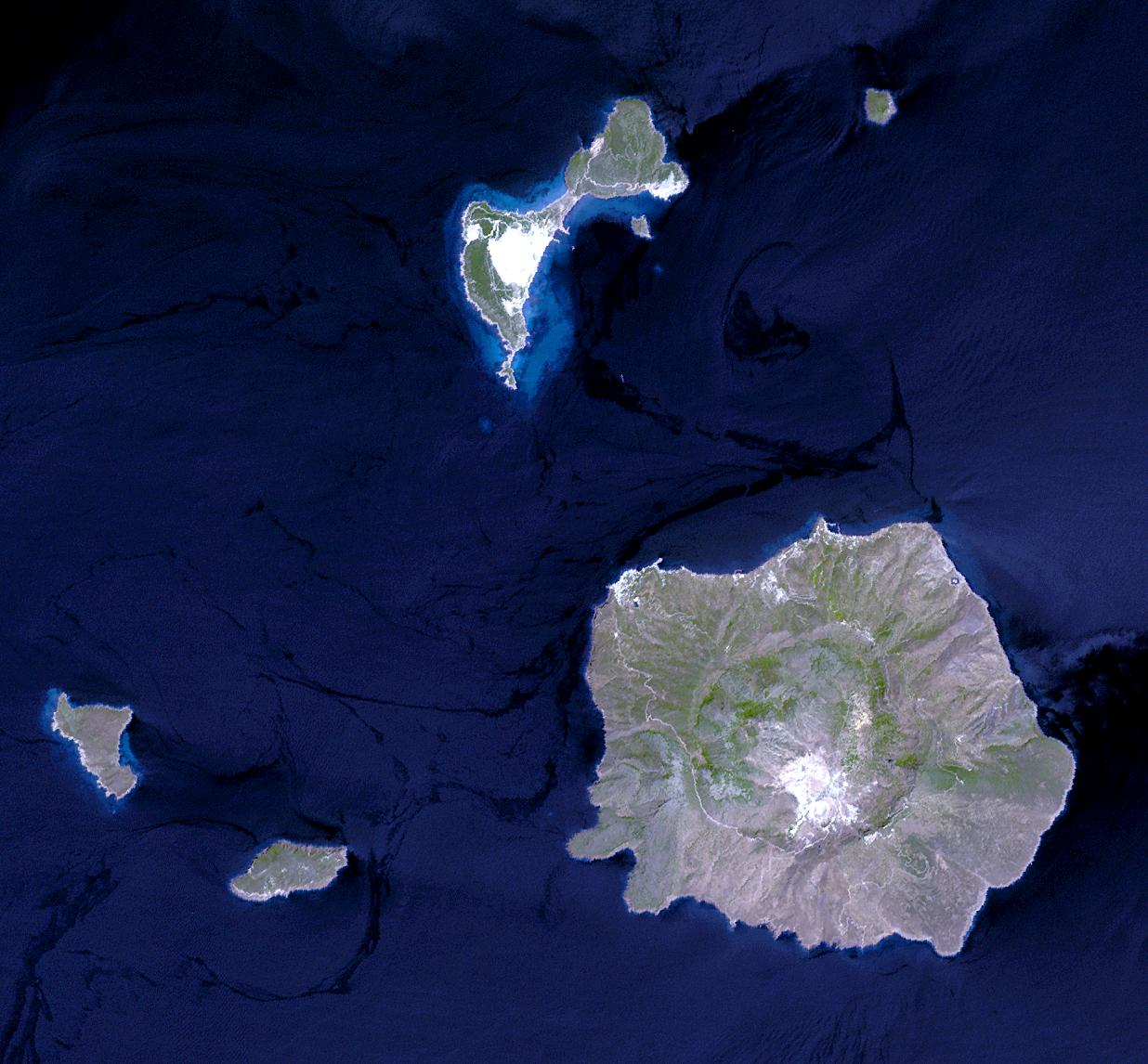
Nisyros e ilhas circundantes em imagem de satélite

A sua área é de 41 km2, sendo o seu ponto mais alto um cume de 638 m, de origem vulcânica. É o mais recente vulcão do mar Egeu, com uma erupção ocorrida em 1887. A cratera do vulcão mede 4 km de diâmetro. A ilha está rodeada de quatro ilhéus também de origem vulcânica dos quais um, o ilhéu de Yali, é fonte de pedra-pomes de uma mina que cobre um terço da sua área e que tem mais de 50 anos de atividade extrativa. Quase no centro de Nisyros, na meseta de Lakki, fica a cratera do vulcão extinto Polibotes, de 260 m de diâmetro e profundidade de 30 m. O ar circundante está saturado por um forte odor a enxofre e a paisagem é desértica e lunar. 
A capital e porto de Nisyros é Mandraki, com 682 habitantes em 2011 e situada no noroeste da ilha, junto a uma abrupta colina. A brancura das suas casas contrasta com a cor escura da terra vulcânica. No sul da ilha fica Nikia ou Nikeia, uma localidade no topo de uma colina de 400 m sobre o mar. As suas casas brancas com portas e janelas pintadas de cores vivas e os seus telhados de telha vermelha contrastam com a paisagem em redor. Nisyros tem muitas praias entre as quais as de Mandraki, Joklaki, Agia Irini e Avlaki.

## História
Uma lenda conta que durante a guerra entre deuses e gigantes, Posidão colheu uma rocha da ilha de Kos para matar Polibotes, formando assim uma ilha nova, Nisyros.
Um castelo construído pelos cavaleiros da Ordem de São João de Jerusalém destaca-se a sul da pequena cidade de Mandraki, enquanto que uma igreja próxima é consagrada a Panagía Spiliani (Nossa Senhora das Cavernas). Construída em 1600, está relacionada com uma série de tradições e alberga um ícone do século XVIII muito estimado.

## Economia

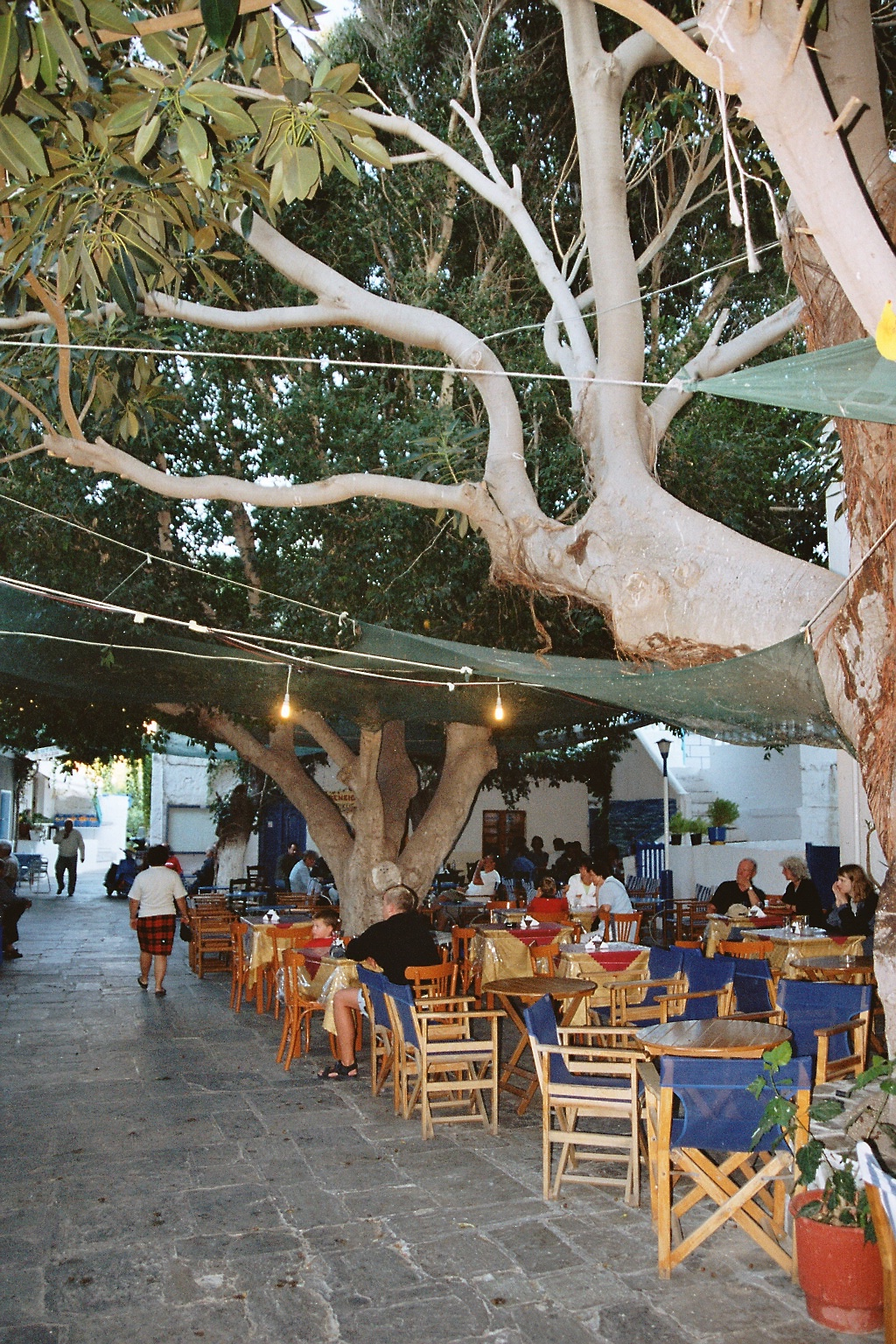
Uma rua de Mandraki

As fontes de água quente da ilha, conhecidas desde a Antiguidade, continuam ativas hoje em dia perto de Lutra, a 1,5 km de Mandraki. Pali, uma pitoresca aldeia de pescadores, fica a leste de Lutra. As culturas mais importantes da ilha são a oliveira, a figueira, a videira e diversas as árvores de fruto.
Nisyros não é auto-suficiente em água doce. Recebe água doce todos os anos, sobretudo no verão, sendo abastecida a partir de Rodes a um custo aproximado de 5€ por metro cúbico.